# Marcos Morínigo
Marcos Antonio Morínigo Fleytas (8 octobre 1848 - 13 juillet 1901) est un homme d'État paraguayen, président du Paraguay en 1894.

## Biographie
Il est né en 1848 à Quyquyho dans le département de Paraguarí. En 1881, il est élu député au Parlement, poste qu'il occupe pendant plus de neuf ans. En 1887, il participe à la fondation du Parti Colorado et occupe en 1890 les fonctions de vice-président aux côtés du président Juan Gualberto González. 
Après le limogeage de ce dernier, il occupe le poste de Président 8 juin 1894 jusqu'au terme légal du mandat le 25 novembre 1894. 
Morinigo est élu sénateur en 1895. Il est mort en 1901 à Asuncion.

## Source
- (en) Cet article est partiellement ou en totalité issu de l’article de Wikipédia en anglais intitulé « Marcos Morínigo » (voir la liste des auteurs).